# 星和無綫電視大獎2010
《星和無綫電視大獎2010》（StarHub TVB Awards 2010）於2010年1月29日晚在新加坡舉行，當晚共頒發9個項目。其中劇集《溏心風暴之家好月圓》合共囊括七個獎項，成為當晚大贏家。
個人方面，林峯和佘詩曼當晚各獲兩獎，並成為首屆「新加坡」視帝視后。

## 得獎名單

### 我最難忘TVB電視劇集
- 金枝慾孽

### 我最愛TVB電視劇集
- 溏心風暴之家好月圓

### 我最愛TVB男藝人
- 林峯《溏心風暴之家好月圓》

### 我最愛TVB女藝人
- 佘詩曼《法證先鋒II》

### 我最難忘TVB電視男角色
- 郭晉安 - 丁常旺《戆夫成龍》

### 我最難忘TVB電視女角色
- 薛家燕 - 梁潤好《真情》

### 我最愛TVB綜藝節目
- 志雲飯局

### 我最愛TVB電視男角色
| 劇集               | 演員   | 角色   |
| 秀才愛上兵         | 馬浚偉 | 謝皇上 |
| 古靈精探           | 郭晉安 | 子朗   |
| 巾幗梟雄           | 黎耀祥 | 柴 九  |
| 溏心風暴之家好月圓 | 陳 豪  | 甘永家 |
| 溏心風暴之家好月圓 | 林 峯  | 甘永好 |

### 我最愛TVB電視女角色
| 劇集               | 演員   | 角色   |
| 古靈精探           | 郭羨妮 | 邢晶晶 |
| 法證先鋒II         | 佘詩曼 | 馬幗英 |
| 溏心風暴之家好月圓 | 李司棋 | 鍾笑荷 |
| 溏心風暴之家好月圓 | 關菊英 | 鍾笑莎 |
| 溏心風暴之家好月圓 | 楊 怡  | 孫皓月 |
| 溏心風暴之家好月圓 | 陳法拉 | 甘永慶 |

## 相關
- MY AOD我的最愛頒獎典禮2010
- 萬千星輝頒獎典禮2010